# Шиворот-навыворот
«Шиворот-навыворот» — советский кукольный мультфильм 1981 года выпуска режиссёра Натана Лернера — маленькая шутка про чертей, у которых всё не как у людей, а шиворот-навыворот. О том, как сентиментальный чертёнок по имени Тринадцатый не умел делать мелкие пакости.

## Сюжет
У чертей самое главное — сделать кому-нибудь какую-нибудь пакость. Этому даже в школе учат. Тема урока, о котором идёт речь в мультфильме, — мелкая пакость.
Сентиментальный чертёнок № 13 не может никому вредить и не может освоить заклинание. Дети получают домашнее задание: довести родителей до слёз, осуществляя мелкую пакость.
Мама 13-го была согласна на всё лишь бы её сын получил хорошую отметку. Тринадцатый очень любил свою маму и не мог ей причинить боль. В результате мама расплакалась от отчаяния.
Учитель, определив по слезам, что домашнее задание Тринадцатым не выполнено, собирается вести его к директору. Но флакон с вещественным доказательством взрывается — Тринадцатый успешно освоил заклинание.

## Съёмочная группа
- Автор сценария — Борис Ларин
- Режиссёр — Натан Лернер
- Художник-постановщик — Юрий Исайкин
- Оператор — Леонид Кольвинковский
- Композитор — Давид Кривицкий
- Звукооператор — Нелли Кудрина
- Роли озвучивали:

Татьяна Захава — «13-й» / ученица
Зоя Зелинская — Мама 13-го
Владимир Басов — Учитель
Светлана Харлап — 44-й
Зиновий Гердт — рассказчик (в титрах не указан)
- Художники-мультипликаторы: Ольга Анашкина, Павел Петров, Владимир Кадухин, Борис Савин
- Куклы выполнили: Юрий Одинцов, Владимир Шафранюк, Геннадий Богачёв, Александр Ноздрин, Анатолий Гнединский, Любовь Доронина, Галина Круглова, Людмила Насонова, Маргарита Богатская
- Монтажёр — Светланта Симухина
- Редактор — Алиса Феодориди
- Директор — Игорь Гелашвили

## Видеоиздания
До середины 1990-х мультфильм выпускался на VHS в сборнике лучших советских мультфильмов Studio PRO Video. В 1996 году мультфильм выпускался компанией «Видеовосток» на VHS в сборнике мультфильмов «В стране ловушек».

В 2000 году компания «Мастер Тэйп» совместно с «Союз Видео» при поддержке «Гостелерадиофонда» предоставила лицензионные VHS-копии с мастер-кассеты Betacam SP цикл мультфильмов «Детский кинотеатр: Приключения Капитана Врунгеля». Все лицензионные VHS производились со звуком Hi-Fi Stereo и в системе PAL.
Также в 2000-е годы мультфильм неоднократно переиздавался на DVD в сборниках мультфильмов: «Чертёнок № 13», (сборник мультфильмов № 27), «Шиворот-навыворот», «13 историй».